# 柔叶立灯藓
柔叶立灯藓（学名：Orthomnion dilatatum）为提灯藓科立灯藓属下的一个种。